# Hiroki Fujiharu
Hiroki Fujiharu (Osaka, 28. studenog 1988.) japanski je nogometaš.

## Klupska karijera
Igrao je za Gambu iz Osake.

## Reprezentativna karijera
Za japansku reprezentaciju igrao je od 2015. godine. Odigrao je 3 utakmice.
S japanskom reprezentacijom do 23 godine Hiroki Fujiharu je igrao na Olimpijskim igrama 2016.

## Statistika
| Japan  | Japan | Japan |
| Godina | Nast. | Gol.  |
| ------ | ----- | ----- |
| 2015.  | 3     | 0     |
| Ukupno | 3     | 0     |

## Vanjske poveznice
- National Football Teams